# Halmihegy
Halmihegy (Halmeu-Vii), település Romániában.

## Fekvése
Halmi mellett fekvő település.

## Története
Halmihegy nevét 1913-ban említette először oklevél Halmihegy néven.
A település a falurombolás áldozatává vált, lakosait a községközpontba telepítették át. A 2000-es évek első évtizedében csak 24 lakosa volt.